# Neospintharus parvus
Neospintharus parvus är en spindelart som beskrevs av Harriet Exline 1950. Neospintharus parvus ingår i släktet Neospintharus och familjen klotspindlar. Inga underarter finns listade i Catalogue of Life.